# Les Maîtres de la mer
Pour plus de détails, voir Fiche technique et Distribution.
Les Maîtres de la mer (Rulers of the Sea) est un film américain réalisé par Frank Lloyd, sorti en 1939.

## Synopsis
L'histoire de la navigation aux débuts de la machine à vapeur et de son utilisation dans le premier voyage en bateau à vapeur à travers l'Océan Atlantique...

## Fiche technique
- Titre original : Rulers of the Sea
- Titre français : Les Maîtres de la mer
- Réalisation : Frank Lloyd
- Scénario : Richard Collins, Talbot Jennings et Frank Cavett
- Photographie : Theodor Sparkuhl
- Montage : Paul Weatherwax
- Musique : Richard Hageman
- Pays de production :  États-Unis
- Format : Noir et blanc - 1,37:1 - Mono
- Genre : drame
- Date de sortie : 1939

## Distribution
- Douglas Fairbanks Jr. : David Gillespie
- Margaret Lockwood : Mary Shaw
- Will Fyffe : John Shaw
- George Bancroft : Capitaine Oliver
- Montagu Love : Malcolm Grant
- Vaughan Glaser : Junius Smith
- David Torrence : Donald Fenton
- Lester Matthews : Lieutenant Roberts
- Alec Craig : le chef
- Barlowe Borland : Magistrat
- Harry Allen : Murdock
- Alan Ladd : Colin Farrell
- Lawrence Grant : M. Negley

Acteurs non crédités
- Lionel Belmore : un villageois
- Wade Boteler : M. Brown
- Harry Cording : un marin
- Mary Gordon : Mme Ogilvie
- William Haade : un chauffeur
- Holmes Herbert : un membre de la compagnie maritime
- Russell Hicks : M. Cunard
- Robert Homans : le policier Dunn
- Kenneth Hunter : un membre de la compagnie maritime
- Olaf Hytten : le troisième secrétaire
- Crauford Kent : un membre de la compagnie maritime
- George MacQuarrie : un homme d'équipage
- George Melford : le propriétaire
- Leonard Mudie : M. Barton
- Edgar Norton : M. McKinnon
- Lionel Pape : le premier secrétaire
- Frank Shannon : Kelsey
- Ivan F. Simpson : le deuxième secrétaire
- Wyndham Standing : le banquier
- Hayden Stevenson : un officier
- Pierre Watkin : M. Caldwell